# Ramón Fonst
Ramón Fonst Segundo (ur. 31 sierpnia 1883 w Hawanie, zm. 10 września 1959 tamże) – kubański szermierz, multimedalista olimpijski. Przewodniczący Kubańskiego Komitetu Olimpijskiego.

## Życiorys
Fonst urodził się na Kubie, jednak większość swojej młodości spędził we Francji, gdzie uczył się szermierki.
Dwukrotnie startował na igrzyskach olimpijskich. Po raz pierwszy miało to miejsce na igrzyskach w Paryżu, podczas których miał ukończone 16 lat. W szpadzie amatorów, w której wystartowało 102 zawodników (najwięcej ze wszystkich konkurencji szermierczych na tych zawodach), zdobył złoty medal – został tym samym pierwszym mistrzem olimpijskim, reprezentującym kraj z Ameryki Łacińskiej. Wystąpił także w szpadzie amatorów i zawodowców, w której do startu stanęło po czterech najlepszych zawodników z każdej kategorii (łącznie ośmiu). Fonst wywalczył wicemistrzostwo olimpijskie, przegrywając jedynie z zawodowcem Albertem Ayatem. Pozostałe sześć pojedynków wygrał.
Cztery lata później wystąpił w trzech konkurencjach, zdobywając w każdej z nich złoty medal. We florecie wygrał wszystkie siedem spotkań. Nie są znane dokładne rezultaty w szpadzie, lecz wiadomo, iż Fonst okazał się najlepszy wśród pięciu startujących zawodników. Wraz z rodakiem Manuelem Díazem i Amerykaninem Albertsonem Van Zo Postem zwyciężył w zawodach drużynowych we florecie, pokonując drużynę amerykańską. Na igrzyskach pojawił się także 20 lat później. Mając już ponad 40 lat, uczestniczył w Paryżu w szpadzie indywidualnie i drużynowo, jednak nie stanął tym razem na podium (indywidualnie dotarł do półfinału). Był też chorążym reprezentacji podczas ceremonii otwarcia igrzysk.
Po igrzyskach w Paryżu nie zakończył kariery. Nadal brał udział m.in. w igrzyskach Ameryki Środkowej i Karaibów. W Meksyku w 1926 roku wygrał indywidualnie wszystkie konkurencje szermiercze, zdobył bowiem złote medale we florecie, szabli i szpadzie. W 1930 roku w Hawanie zwyciężył we florecie i szpadzie. Na drodze ku trzeciemu złotemu medalowi stanęła mu kontuzja kostki lub stopy, którą odniósł podczas zawodów w szabli (miał wtedy stoczone pięć pojedynków – wszystkie wygrane). W wieku niemal 55 lat zdobył medale na igrzyskach w Panamie (1938). W szpadzie został drużynowym złotym medalistą, zaś we florecie drużynowym wicemistrzem.
W latach 1941–1946 był przewodniczącym Kubańskiego Komitetu Olimpijskiego. Aż do śmierci pracował jako doradca w Departamencie Wychowania Fizycznego i Sportu przy kubańskim ministerstwie edukacji. Zmarł w 1959 roku w Hawanie, w wyniku powikłań związanych z cukrzycą.